# Capella del Calvari (Provença)

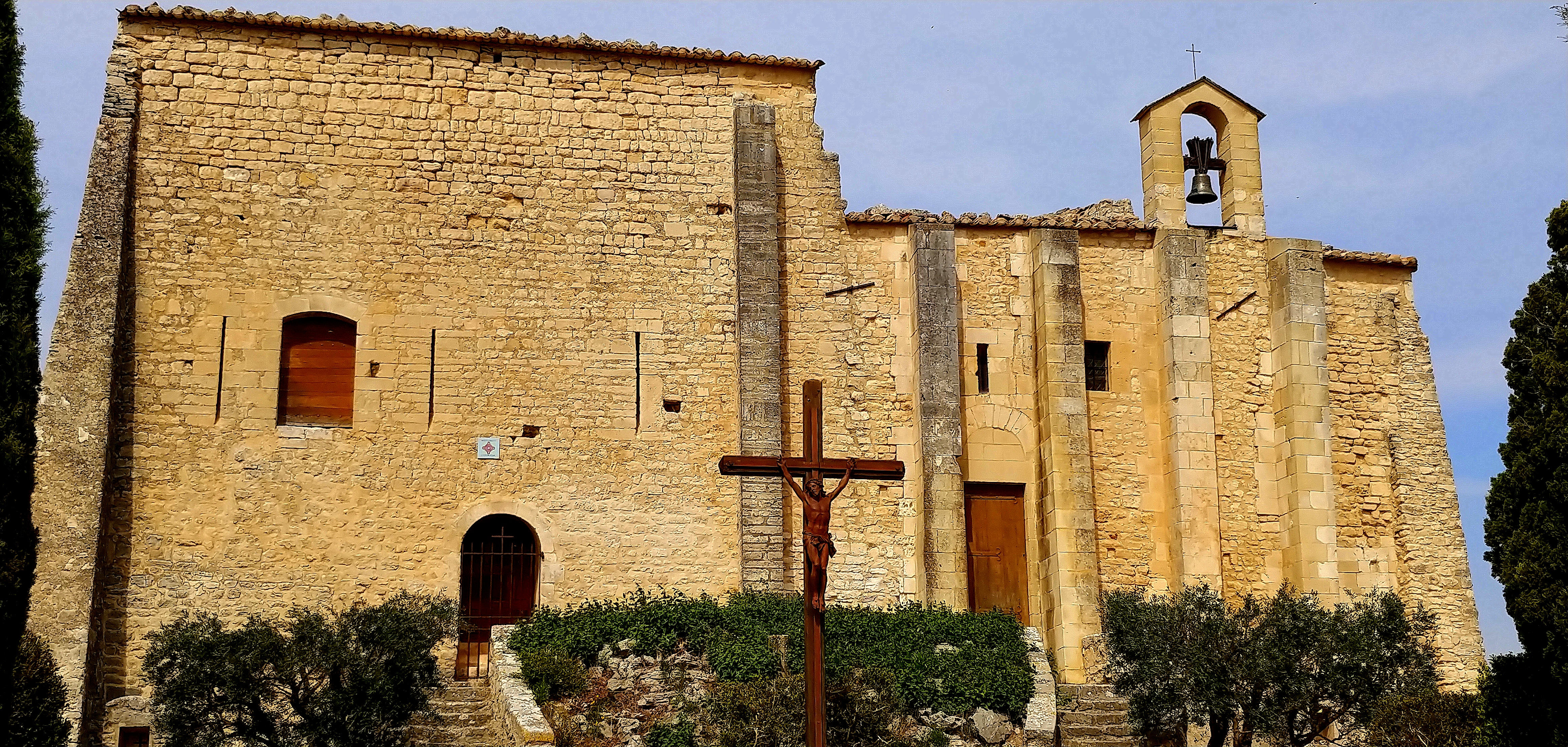
Capella de Sant Savornin

Capella del Calvari (Aixecat en el punt més alt d'un aflorament rocós, és l'últim edifici en peu de l'antic poble fortificat, a Sant Savornin d'Ate (municipi francès, situat al departament de la Valclusa i a la regió de Provença – Alps – Costa Blava.). Un cercle d'oratoris formant un camí de creu, envolta l'esplanada que porta la capella
Classificada, la capella de Sant Savornin, també anomenada capella del Château (Castell), va ser consagrada cap al 1050, però una inscripció evoca un edifici anterior que data del 986.
L'afer Rose Tamisier

L'any 1851, en aquest lloc va tenir lloc l'afer conegut com el miracle de Sant Savornin. Miracle no reconegut? Aftabulador? Rosette Tamisier, una noia jove molt religiosa, però malalta mental? Un dia, quan estava resant en aquesta capella, va veure sang real que brollava de les ferides d'un gran Crist pintat en un quadre que representava un descens de la creu.
El fenomen es va repetir diverses vegades davant dels testimonis. Van seguir consultes religioses i civils, i durs enfrontaments entre els partidaris del miracle i els partidaris de l'engany. Va tenir lloc un judici que va fascinar França. La jove va ser finalment condemnada. Saint-Saturnin va tornar a caure en l'oblit. Pel que fa a la pintura, des de llavors va desaparèixer misteriosament.